# Melinda in Melinda
Melinda in Melinda (angleško Melinda and Melinda) je ameriški komično-dramski film iz leta 2004, ki ga je režiral in zanj napisal scenarij Woody Allen. Dogajanje je postavljeno v Manhattan, Radha Mitchell igra glavno vlogo Melinde v dveh vzporedno odvijajočih se zgodbah, komični in tragični. 
Film je bil premierno prikazan 17. septembra 2004 na Filmskem festivalu v San Sebastianu, v ZDA pa 18. marca 2005. Prejel je mešane ocene kritikov. Na strani Rotten Tomatoes je film prejel oceno 52%. Skupno je film prinesel dohodek 20,1 milijona $, od tega večino izven ZDA.

## Vloge
- Radha Mitchell kot Melinda Robicheaux
- Chloë Sevigny kot Laurel
- Jonny Lee Miller kot Lee
- Will Ferrell kot Hobie
- Amanda Peet kot Susan
- Chiwetel Ejiofor kot Ellis Moonsong
- Wallace Shawn kot Sy
- Josh Brolin kot Greg Earlinger
- Vinessa Shaw kot Stacey Fox
- Steve Carell kot Walt
- Arija Bareikis kot Sally Oliver
- Matt Servitto kot Jack Oliver
- Zak Orth kot Peter
- Brooke Smith kot Cassie
- Daniel Sunjata kot Billy Wheeler
- Larry Pine kot Max
- Andy Borowitz kot Doug